# Eucomis
Eucomis is een geslacht uit de aspergefamilie. De soorten komen voor in het zuiden van Afrika.

## Soorten
- Eucomis amaryllidifolia
- Eucomis autumnalis
- Eucomis bicolor
- Eucomis comosa
- Eucomis humilis
- Eucomis montana
- Eucomis pallidiflora
- Eucomis regia
- Eucomis schijffii
- Eucomis vandermerwei
- Eucomis zambesiaca

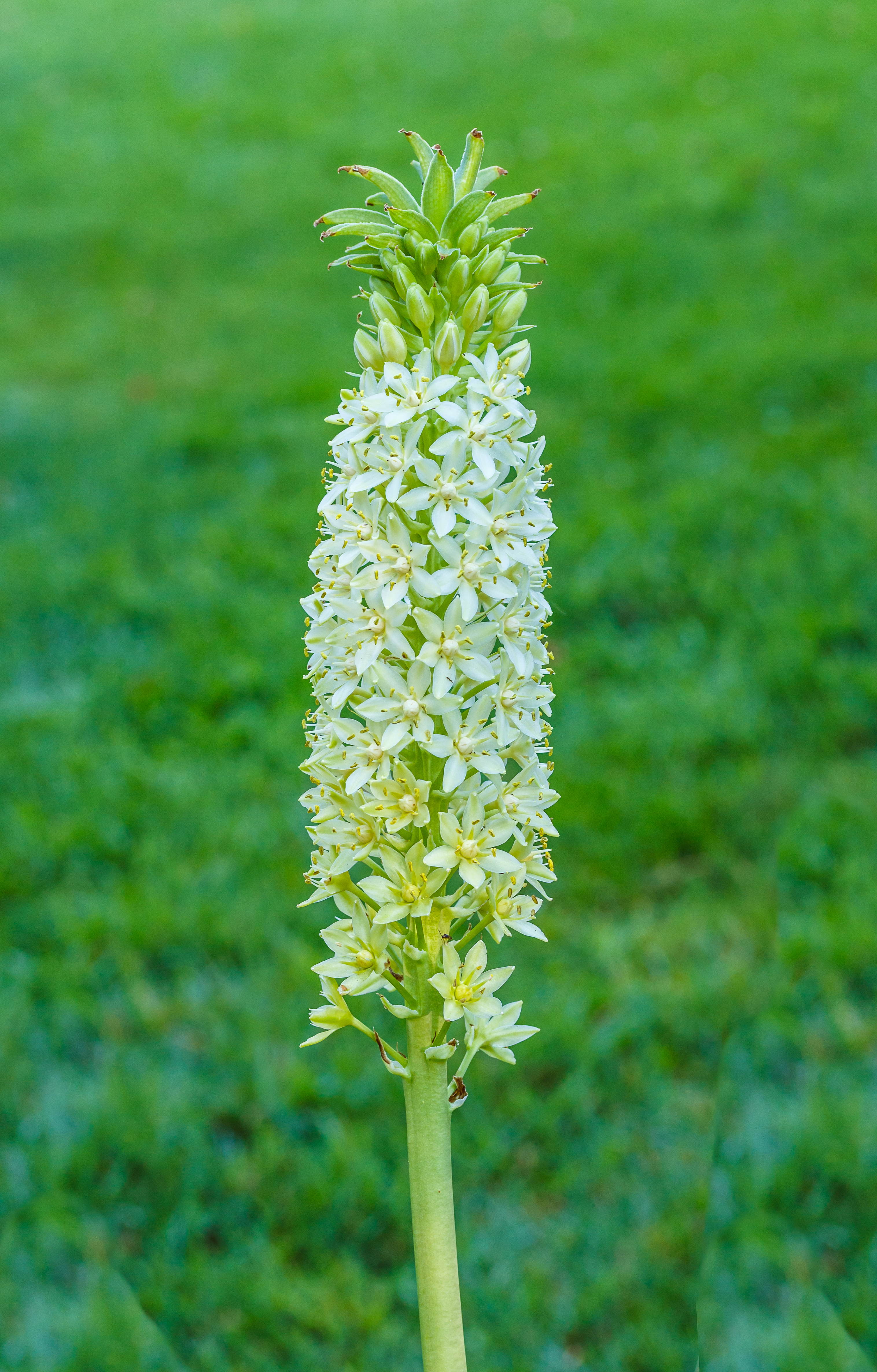
Eucomis pole-evansii